# Mortes em abril de 2014
Mortes em 2014: ← Janeiro – Fevereiro – Março – Abril – Maio – Junho – Julho – Agosto – Setembro – Outubro – Novembro – Dezembro →
Esta é uma relação de pessoas notáveis que morreram durante o mês de abril de 2014, listando nome, nacionalidade, ocupação e ano de nascimento.

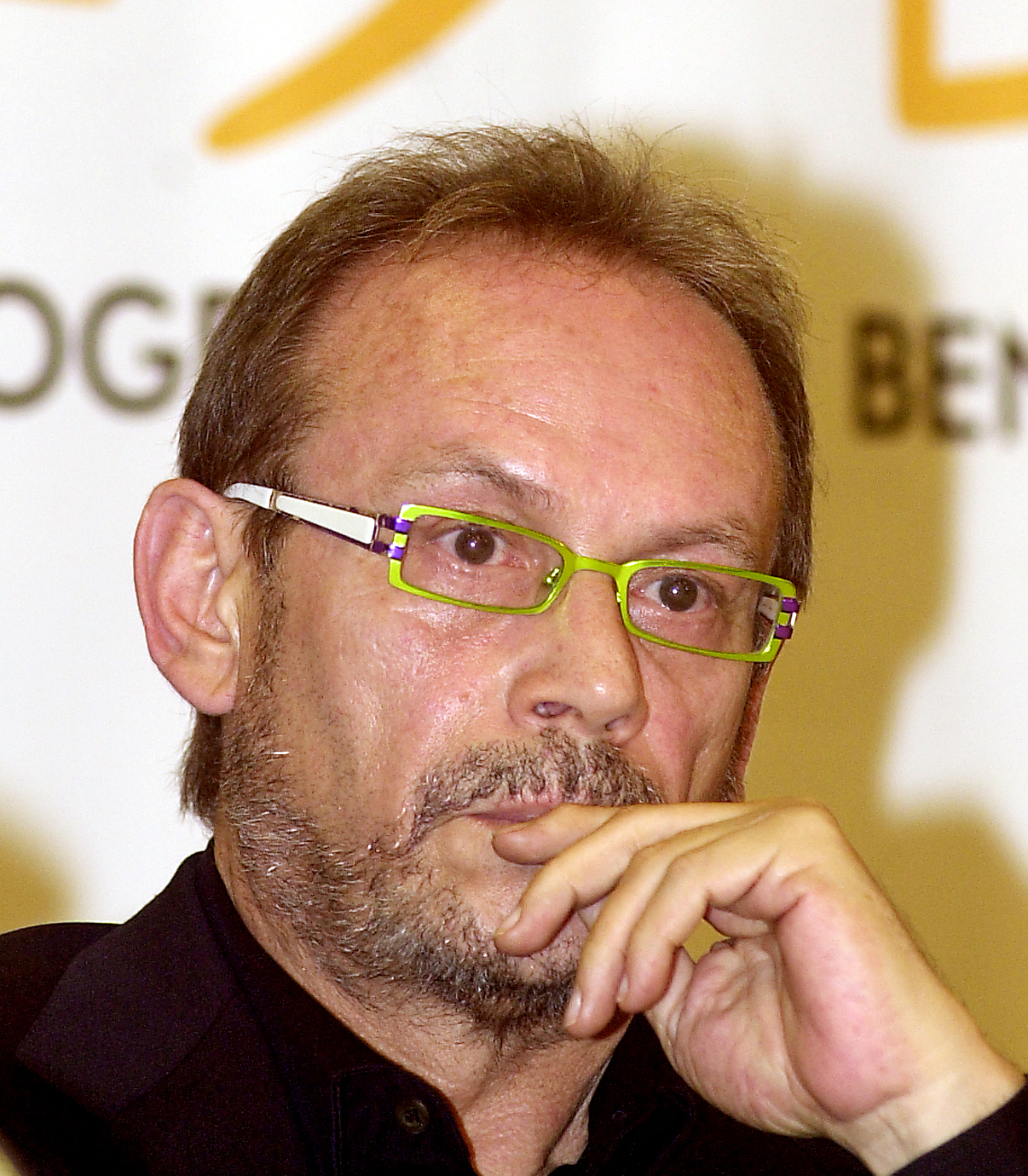
José Wilker, ator e diretor brasileiro.

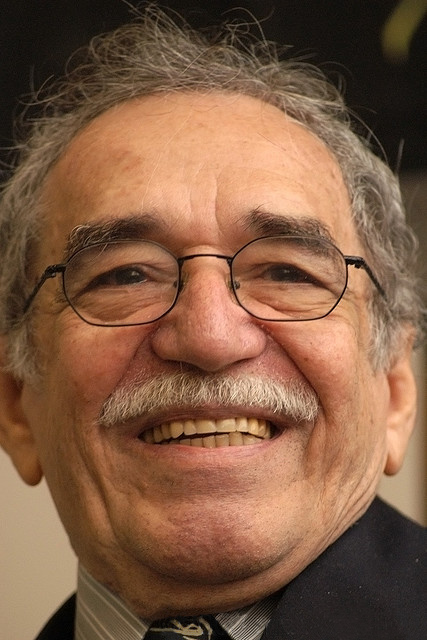
Gabriel García Márquez, escritor colombiano.

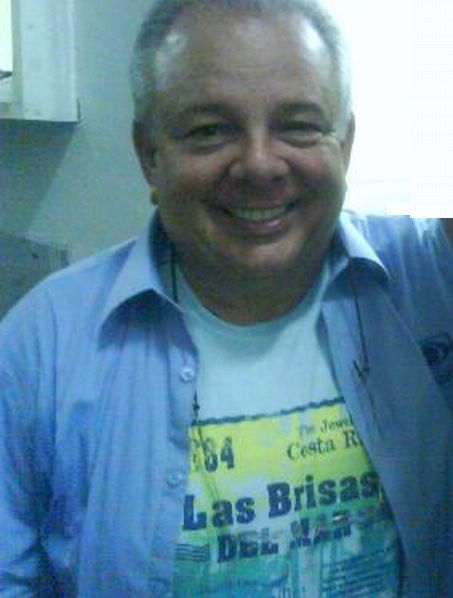
Luciano do Valle, locutor esportivo brasileiro.

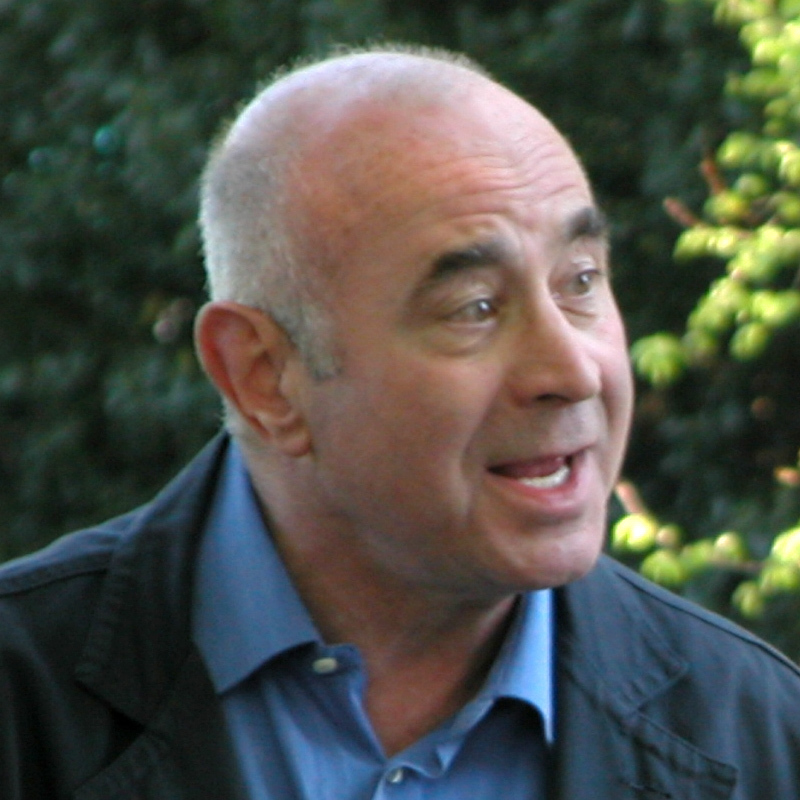
Bob Hoskins, ator inglês.

| Dia | Nome                     | Profissão ou motivo de reconhecimento                     | País de nascimento      | Ano de nasc. | Ref    |
| --- | ------------------------ | --------------------------------------------------------- | ----------------------- | ------------ | ------ |
| 1   | Jacques Le Goff          | Historiador                                               | França                  | 1924         | [ 1 ]  |
| 1   | Guillermo Delgado        | Futebolista                                               | Peru                    | 1931         | [ 2 ]  |
| 2   | Glyn Jones               | Ator e escritor                                           | África do Sul           | 1931         | [ 3 ]  |
| 3   | Pedro Fré                | Bispo                                                     | Brasil                  | 1924         | [ 4 ]  |
| 3   | Tommy Lynn Sells         | Serial killer                                             | Estados Unidos          | 1964         | [ 5 ]  |
| 4   | Kumba Yalá               | Ex-presidente                                             | Guiné-Bissau            | 1953         | [ 6 ]  |
| 5   | José Wilker              | Ator                                                      | Brasil                  | 1944         | [ 7 ]  |
| 5   | Alan Davie               | Pintor e músico                                           | Escócia                 | 1920         | [ 8 ]  |
| 6   | Mickey Rooney            | Ator                                                      | Estados Unidos          | 1920         | [ 9 ]  |
| 6   | Massimo Tamburini        | Projetista                                                | Itália                  | 1943         | [ 10 ] |
| 6   | Mary Anderson            | Atriz                                                     | Estados Unidos          | 1918         | [ 11 ] |
| 7   | Josep Maria Subirachs    | Pintor, escultor e crítico de arte                        | Espanha                 | 1927         | [ 12 ] |
| 8   | The Ultimate Warrior     | Lutador profissional                                      | Estados Unidos          | 1959         | [ 13 ] |
| 8   | Karlheinz Deschner       | Escritor e ativista                                       | Alemanha                | 1959         | [ 14 ] |
| 8   | Emmanuel III Delly       | Cardeal                                                   | Iraque                  | 1927         | [ 15 ] |
| 9   | Python Anghelo           | Designer de computação gráfica                            | Roménia/ Estados Unidos | 1954         | [ 16 ] |
| 10  | Sue Townsend             | Escritora                                                 | Inglaterra              | 1946         | [ 17 ] |
| 12  | Maurício Alves           | Futebolista                                               | Brasil                  | 1990         | [ 18 ] |
| 15  | Júnior                   | Cantor e ator                                             | Filipinas               | 1943         | [ 19 ] |
| 15  | Eliseo Verón             | Filósofo e semiólogo                                      | Argentina               | 1935         | [ 20 ] |
| 16  | Charles Gyude Bryant     | Político e empresário                                     | Libéria                 | 1949         | [ 21 ] |
| 16  | Aulis Rytkönen           | Futebolista e treinador                                   | Finlândia               | 1929         | [ 22 ] |
| 16  | Paulo Rattes             | Político                                                  | Brasil                  | 1933         | [ 23 ] |
| 17  | Gabriel García Márquez   | Escritor                                                  | Colômbia                | 1927         | [ 24 ] |
| 17  | Henry Maksoud            | Empresário                                                | Brasil                  | 1929         | [ 25 ] |
| 18  | Dylan Tombides           | Futebolista                                               | Austrália               | 1994         | [ 26 ] |
| 18  | Santo Souza              | Poeta                                                     | Brasil                  | 1919         | [ 27 ] |
| 19  | Luciano do Valle         | Locutor esportivo, apresentador de televisão e empresário | Brasil                  | 1947         | [ 28 ] |
| 20  | Rubin Carter             | Pugilista                                                 | Estados Unidos          | 1937         | [ 29 ] |
| 20  | Sylvain Azougoui         | Futebolista                                               | Togo/ Benim             | 1983         | [ 30 ] |
| 21  | Albert Onyeawuna         | Futebolista                                               | Nigéria                 | 1935         | [ 31 ] |
| 22  | Werner Potzernheim       | Ciclista                                                  | Alemanha                | 1927         |        |
| 23  | Michael Glawogger        | Cineasta                                                  | Áustria                 | 1959         | [ 32 ] |
| 24  | Hans Hollein             | Arquiteto                                                 | Áustria                 | 1934         | [ 33 ] |
| 24  | Sandy Jardine            | Futebolista e treinador                                   | Escócia                 | 1948         | [ 34 ] |
| 24  | Arturo Licata            | Supercentenário                                           | Itália                  | 1902         | [ 35 ] |
| 25  | Tito Vilanova            | Futebolista e treinador                                   | Espanha                 | 1969         | [ 36 ] |
| 25  | Earl Morrall             | Jogador de futebol americano                              | Estados Unidos          | 1934         | [ 37 ] |
| 25  | Stefanie Zweig           | Escritora                                                 | Alemanha                | 1932         | [ 38 ] |
| 26  | José Moreira Bastos Neto | Bispo                                                     | Brasil                  | 1953         | [ 39 ] |
| 26  | Aloísio Roque Oppermann  | Bispo                                                     | Brasil                  | 1936         | [ 40 ] |
| 27  | Vasco Graça Moura        | Escritor, tradutor e político                             | Portugal                | 1942         | [ 41 ] |
| 27  | Vujadin Boškov           | Futebolista e treinador                                   | Sérvia                  | 1931         | [ 42 ] |
| 28  | Damião António Franklin  | Arcebispo                                                 | Angola                  | 1950         | [ 43 ] |
| 28  | Pedro Cunha              | Actor                                                     | Portugal                | 1980         | [ 44 ] |
| 29  | Iveta Bartošová          | Cantora e atriz                                           | Chéquia                 | 1966         | [ 45 ] |
| 29  | Bob Hoskins              | Ator                                                      | Inglaterra              | 1942         | [ 46 ] |
| 29  | Reuven Feuerstein        | Psicólogo e professor                                     | Roménia/ Israel         | 1921         | [ 47 ] |